# Phytoecia katarinae
Phytoecia katarinae — вид жесткокрылых из семейства усачей.

## Распространение
Распространён в Турции.

## Описание
Жук длиной 8—13 мм. Время лёта с мая по июнь.

## Развитие
Жизненный цикл длится один год.